# Kinopalæet (Kongens Lyngby)
|  | For den tidligere biograf på Frederiksberg, se Kinopalæet (Frederiksberg). |
Nordisk Film Biografer Lyngby også kaldet Kinopalæet, er en af de mest moderne premierebiografer i Danmark.[kilde mangler] Den ligger i Lyngby Kulturhus i Lyngby nord for København.
Den åbnede den 17. august 2001, hvor driften blev varetaget af Sandrew Metronome, som på det tidspunkt også drev Dagmar Teatret og tidligere Scala, der lukkede tidligere i 2001. Idet Dagmar Teatret koncentrerer sig mest om de såkaldte up-market-film, har Kinopalæet et repertoire, der appellerer til et bredere publikum, et område det overtog fra Scala, da denne lukkede tidligere på året.
Den største af biografens 12 sale har 246 pladser plus to handikappladser, den mindste 83 plus een handikapplads. Alle tolv sale er Dolby Digital-godkendte og tre af dem var fra 2001 til 2006 THX-godkendte. Indretningen af biografen har kostet over 30 mio. kr. 
I 2006 valgte Sandrew Metronome at trække sig ud af det danske biografmarked og dermed at sælge Kinopalæet og Dagmar Teatret; Køberen var Nordisk Film Biograferne, som siden da har drevet biograferne.
I 2018 åbnede Danmarks anden 4DX biograf, med 112 sæder. Med 18 effekter bl.a. bevægende sæder, vand, røg og vind effekter.